# Rizvanec
Rizvanec, je slovensko ime za  Müller-Thurgau, belo sorto vinske trte, ki daje grozdje za istoimensko belo vino.

## Zgodovina
Ta sorta je nastala leta 1882, ko je švicarski ampelograf, botanik, rastlinski fiziolog, enolog in vinogradnik Hermann Mueller (1850, Tägerwilen -1927, Thurgau) v nemškem Geisenheimu vzgojil to trto s križanjem francoske sorte Madeleine royale in nemške sorte renskega rizlinga. Najnovejše raziskave DNK so pokazale, da je, v tem križanju Madeleine royale oprašila Renski rizling (Riesling). Dolgo je veljalo napačno mišljenje, da je sorta križanec med Renskim rizlingom (Riesling) in Zelenim silvancem (Silvaner), od tu izvira slovensko poimenovanje Rizvanec. Razmnoževanje trsov so nato nadaljevali v Švici, kasneje pa jo je dr. Dorn vrnil v Nemčijo, kjer jo je poimenoval Müller-Thurgau v čast vzgojitelju in švicarskemu kantonu Thurgau, katerega ime, si je sam Hermann Mueller, dodal in velja, v skrajšavi Muell.-Thurg. , tudi, ko ga navajamo, kot avtorja pri vseh latinskih botaničnih poimenovanjih in poimenovanjih rastlinskih patogenov, ki jih je le-ta uvedel.

## Lastnosti
Za rast ne potrebuje posebnih pogojev, najbolj pa se počuti v globoki, težki zemlji. Ni občutljiv na pozebo, rodi pa zelo zgodaj. Na Slovenskem ga največ gojijo v Podravju.
Grozd trte rizvanca je srednje velik in valjaste oblike ter nabit. Ima srednje debele, okroglaste rumenkaste jagode s tanko kožico. Listje je veliko, petdelno in svetlozelene barve.
Vino je elegantno, nežno, blagega okusa, rahlo dišeče ali skoraj nevtralno, odvisno od zrelosti grozdja. Zaradi nizke vsebnosti kislin ni primerno za staranje in se ga priporoča kot mlado vino. Pogosto se ga dodaja k bogatejšim in kislinsko polnejšim sortam. Mlad rizvanec je svež, cvetica pa se izraža v nežnem muškatnem ali orehovem tonu. Prav zaradi njegove nežnosti so že od nekdaj imeli to vino za žensko. V kulinariki bo lepo delal družbo testeninam z ne preveč pikantnimi omakami, nežnim sirom in prekajenim ribam. Ponudimo ga ohlajenega na 10 - 12 °C.